# 握り鉄砲
握り鉄砲（にぎりでっぽう、にぎりてっぽう）は、日本の暗器の一つ。芥砲（かいほう）とも呼ばれる。

## 概要
主に暗殺用としての使用が想定された。パームピストルのようなもので、手の掌に収まる大きさの短銃で取手と銃身を一緒に握りこむことで、弾を発射することができる。命中精度は低く射程も短いものの、近接戦においては高い効果が発揮される武器である。点火には雷汞水銀と呼ばれる起爆剤を用いた雷汞を使用する。甲州伝の捕方武術には竹筒弾き玉と呼ばれる当身専用の握り鉄砲が伝えられている。

## 類似する武器
同様の拳銃は近現代においても作られている。最初期のパームピストルはフランス人ジャック・ダービーのパテントによりシカゴアームズで生産され、円盤型の銃を握りこむようにして発砲する。アメリカのC.S.シャタック・アームピストルの22口径連発パームピストルは上から握り込んでダブルアクションで発砲する方式を採用している。ガウロイス・パームピストルは引き金の代わりにレバーを握り込む点を除けば通常の拳銃に近い形をしている。
近年、注目されたのはスペインのアストラ社が対テロ用に生産したプレッシンで、通常銃器を持ち歩きにくい政治家やVIP用に設計された。棒状の銃は2連発で、途中まで握ると1発目、握りきると2発目が発射できる。